# Altare di Boulbon
L'Altare di Boulbon o  Retablo di Boulbon  è un dipinto anonimo del terzo quarto del XV secolo e conservato  dal 1904 al Museo del Louvre a Parigi in Francia.

## Storia

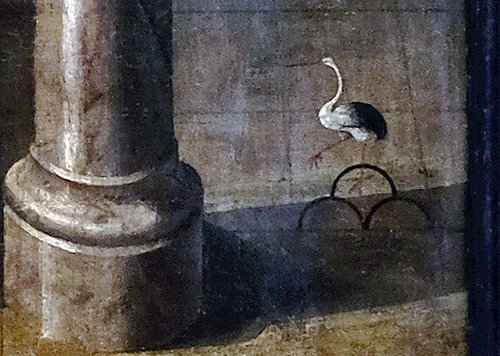
La cicogna, ipotetica firma dell’artista.

L'Altare di Boulbon è stato ordinato verso il 1450 e dipinta nel terzo quarto del XV secolo, ma se ne ignora l’autore:
È in effetti contemporaneo di quadri similari realizzati ugualmente in Provenza, come l’Incoronazione della Vergine (1453-1454), o la Pietà di Villeneuve-lès-Avignon (verso il 1455), opere dipinte da Enguerrand Quarton. 
Questo quadro proviene dalla Chiesa di San Marcellino di Boulbon  (Bocche del Rodano),  alla quale sarebbe stato donato Collegiale di Sant'Agricola di Avignone. 
È segnalato in occasione di una visita pastorale del 1655:
(- Amici del vecchio Boulbon)
Nel 1882 è trasferito nella nuova chiesa di San Giuseppe, costruita nel 1875. Assai danneggiato e non potendo la parrocchia farlo restaurare, è venduto per la somma di cinquemila franchi-oro. 
Finalmente, nel 1904, è donato al museo del Louvre dal comitato dell’esposizione dei primitivi francesi. Poiché il suo stato necessitava di un massiccio intervento, è trasferito su tela nel 1923. Si trova ormai esposto con i primitivi provenzali nel palazzo Richelieu, secondo piano, sala 5.

## Descrizione
Il quadro rappresenta il donatore inginocchiato, Jean de Montagnac, canonico di Sant’Agricola, presentato dal vescovo Agricola di Avignone, che gli posa la mano sulla testa, alla Santa Trinità composta da Dio Padre, dalla Colomba e da Gesù Cristo. La colomba, simbolo dello Spirito Santo, collega Dio, la cui figura appare in una finestra, e il Cristo, al centro, in piedi nella sua bara, con le mani giunte e con i segni della Crocifissione, nella postura iconografica dell'Uomo dei dolori, ma con gli occhi socchiusi così come la bocca.  
La pala è divisa in due dall’immagine di Cristo: “alla sua sinistra un mondo di sofferenze e di tenebre, alla sua destra la vita e la luce”. 
Sulla destra, si scorge un fondo di paesaggio rappresentante Avignone.  
Posteriormente sono stati aggiunti, rispettivamente a sinistra e a destra del quadro, gli stemmi del capitolo di Sant’Agricola (cicogna d’argento che tiene nel becco un serpente) e del papa Giovanni XXII.

Dettagli: le armi aggiunte
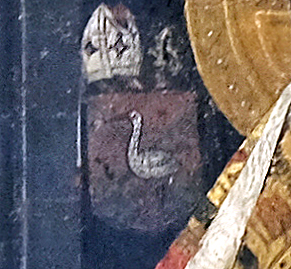
Le armi della Collegiale di Sant'Agricola
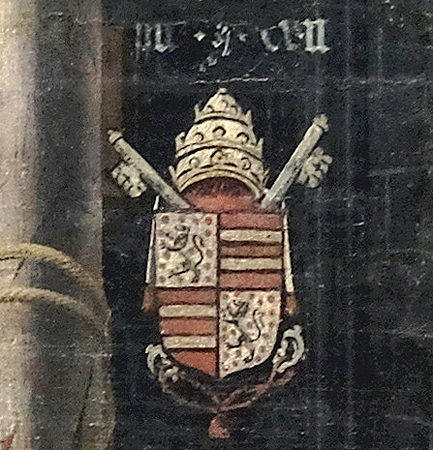
Le armi di papa Giovanni XXII